# Giorgio Ghisi

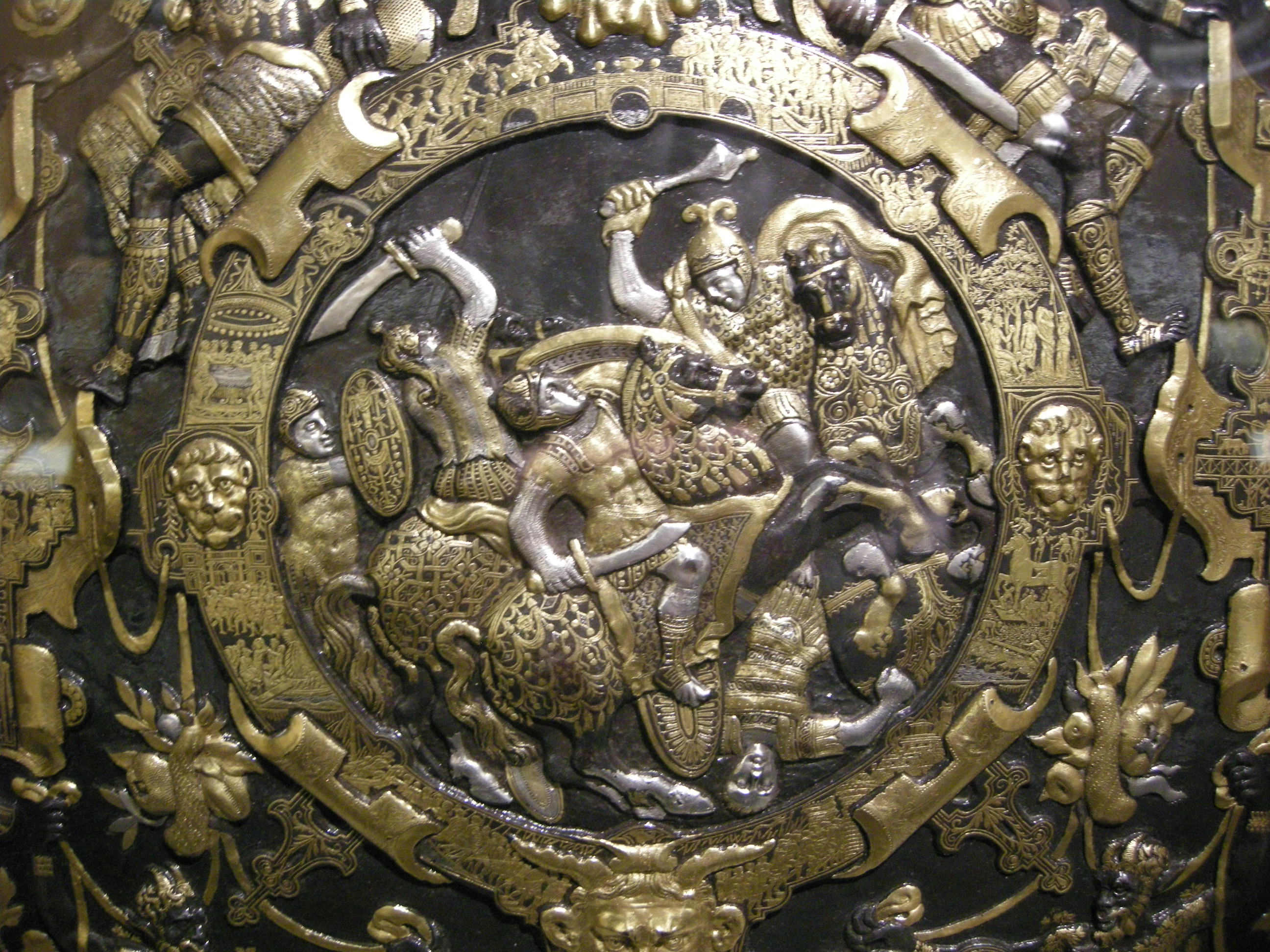
Díszpajzs

Giorgio Ghisi (Mantova, 1520. – Mantova, 1582. december 15.)  olasz rézmetsző, tausirozó művész.

## Életpályája
Itália első rézmetszőihez tartozott. Valószínűleg Venezianónak volt a tanítványa. Rómában rézmetszeteket készített Michelangelónak a Sixtus-kápolnában festett prófétái, szibüllái és Utolsó ítélete nyomán, azonkívül iparművészeti (fémberakás) munkákat is készített. Utóbb Franciaországba ment, ahol főleg Francisco Primaticcio fontainebleau-i festményeit másolta. 1550-ben pedig a Németalföldre ment. 1556-ban visszatért Franciaországba, majd Itáliába. Raffaello, Giulio Romano, Perin del Vaga és Correggio művei nyomán készült metszeteken kívül saját tervezésű metszeteket is készített.